# 刺猬鳄属
刺蝟鱷（屬名：Zaraasuchus）是鱷形超目戈壁鱷科的一屬，是由迪亞戈·玻爾（Diego Pol）與馬克·諾瑞爾（Mark Norell）在2004年所敘述。刺蝟鱷的化石發現於蒙古戈壁沙漠Zos Canyon地區發現，年代為白堊紀晚期。模式種是Zaraasuchus shepardi，以Richard Shepard為名。

## 化石材料
刺蝟鱷的正模標本（編號IGM 100/1321）是由天然狀態的頭顱骨前部、下頜、頸椎、前肢、以及皮內成骨（Osteoderms）所構成。

## 分類系統
Pol與諾瑞爾在2004年發現刺蝟鱷是戈壁鱷的姐妹分類，擁有14個共有衍徵，主要來自於頭顱骨，兩者共同形成戈壁鱷科。

## 外部連結
- Pol & Norell (2004)[永久]